# Asperula subulifolia
Asperula subulifolia är en måreväxtart som beskrevs av Airy Shaw och William Bertram Turrill. Asperula subulifolia ingår i släktet färgmåror, och familjen måreväxter. Inga underarter finns listade i Catalogue of Life.